# Parco letterario
Un parco letterario è un territorio che ha ispirato un autore all'interno del quale viene promosso il patrimonio storico e culturale e si organizzano visite guidate e manifestazioni.
I Parchi Letterari come istituzione nacquero in Italia nel 1992, da un'idea di Stanislao Nievo:
Le ambientazioni di romanzi, racconti, novelle e poesie, sono Presidi Letterari che diventano fonte di conoscenza di paesaggi e ambienti che si configurano come patrimonio specifico e testimone di valori materiali e immateriali, naturali, storici e culturali delle comunità locali da proteggere, conservare e rivitalizzare.

Il lettore dispone così di una chiave interpretativa che stimola la visita di luoghi altrimenti considerati solo per il loro panorama: un viaggio reso reale e attuale dall'incontro con personaggi viventi che introducono a un incontro inseparabile dalla località che li ospita.

Capire quanto l'opera letteraria sia potente per avvicinare il lettore all'ambiente descritto da un autore è sicuramente il primo passo per offrire allo stesso lettore i mezzi per essere coinvolto e partecipare alla tutela di quell'ambiente.

I Parchi Letterari non si limitano a custodire e divulgare la letteratura attraverso i luoghi, ma pretendono di salvaguardare i luoghi attraverso la letteratura.»
(Stanislao de Marsanich, 2010)
I Parchi Letterari sono istituiti esclusivamente da Paesaggio Culturale Italiano mediante convenzione d'uso dei marchi registrati.